# Vind (adelsslægt)
 For alternative betydninger, se Vind (flertydig). (Se også artikler, som begynder med Vind)
Vind er en dansk uradelsslægt. Den nørrejyske adelsslægt er en af de ældste nulevende danske slægter og forekommer tidligst i 1193 med Ago Wind, stamrækken lader sig dog først dokumentarisk følge fra Henrik Vind (nævnt 1525 og 1550) til Rønshave og Vellinggård. Slægten findes både som Vind og som linjen Krag-Juel-Vind-Frijs, der bl.a. besidder Frijsenborg.

## Våben
Slægten Vind fører et våben med et sort hestehoved med sølv-bidsel og tømme i guld-felt og på hjelmen en af en guld-skansekurv halvt opspringende sort hest med sølv-bidsel og tømme.
Se nedenfor for senere udgaver af våbenet udfærdiget til betitlede medlemmer af slægten Vind.

## Historie
Navnet forekommer allerede i det 13. århundrede. Stamtavlen begynder imidlertid først med Henrik Vind til Rønshave og Vellinggård, der endnu levede 1550. Han var fader til Christen Vind (død 1589) til Lydom og Plovstrup, lensmand på Københavns Slot og Iver Vind. Iver Vind (1502-1586) til Starup, som mageskiftedes med Grundet, var fader til Albert Vind til Ullerup på Mors (død 1608) og til Jacob Vind til Grundet (1544-1607). Den førstnævnte af disse brødre efterlod kun en søn, lensmand på Bergenhus Niels Vind til Ullerup og Grundet (1577-1615). Denne var fader til Niels Vind til Grundet (1615-1646), der 1640 i egenskab af marskal fulgte den af Corfitz Ulfeldt ledede ambassade til England. Han døde sønneløs. Ovennævnte Jacob Vind var fader til øverstesekretær i Kancelliet, den senere rigsråd hr. Iver Vind til Klarupgård, Nørholm m.fl. gårde (1590-1658), der deltog i slagene ved Lister-Dyb og på Kolberger-Heide, og som oftere benyttedes i diplomatiske sendelser, til rigsadmiralen Jørgen Vind til Gundestrup i Skåne (1593-1644), tidligere mangeårig rentemester, der blev hårdt såret i slaget på Kolberger-Heide, og endelig til admiral Henrik Vind til Aggersvold (1594-1633). Blandt rigsadmiralens mange børn skal her nævnes gehejmeråd, blå og hvid ridder Holger Vind til Harrested og Gjeddesdal (1623-1683) og stiftamtmand i Trondhjem, kancelliråd Joachim Frederik Vind til Gerdrup og Nørre Vosborg (1634-1687), hvis søn, oberstløjtnant Jørgen Vind til Amdrup, faldt i slaget ved Gadebusch 1712.
Gehejmeråden blev vel nok slægtens mest fremtrædende mand i ældre tid. Efter at have fuldendt sin uddannelse på gentagne lange udenlandsrejser trådte han 1648 i Frederik III's tjeneste som overskænk og blev 1650 sat til hofmester for den 4-årige prins Christian (V), med hvis opdragelse han havde tilsyn i fem år. Under krigen med Sverige var han i et par måneder guvernør i Landskrona, som han udleverede til svenskerne efter fredsslutningen 1658. Da fjendtlighederne atter brød ud, fungerede han som krigskommissær for Sjælland. Han udnævntes 1669 til viceskatmester, idet han samtidig optoges i kongens råd som gehejmeråd, hvormed tillige fulgte sæde i Statskollegiet og i Højesteret, og blev 1677 desuden deputeret i Generalkommissariatet. Fra 1679 til sin død var han endelig som vicekansler den daglige leder af Kancelliets forretninger. Hans søn, stiftamtmand over Århus Amt, etatsråd Frederik Vind til Harrested og Baggesvogn (1662-1702), der ægtede baronesse Sophie Cathrine Juel til baroniet Juellinge på Sjælland, blev fader til kammerherre, baron Jens Juel-Vind (1694-1726), som ved patent af 1. maj 1708 optoges i friherrestanden, idet slægtsnavnet Juel sattes foran hans eget.
Samtidig tillagdes der ham følgende våben: Skjoldet firdelt med hjerteskjold, delt af guld, hvori de Vind'ers hestehoved, og blåt, hvori en seksoddet guld-stjerne over tre sølv-strømme (Juel), 1. og 4. felt to gennem en guld-krone krydsvis stukne sølvankere i rødt, 2. og 3. felt tværdelt, øverste del delt af sølv og rødt, nederste blå. To hjelme, den heraldisk højre med slægtens eget hjelmtegn, den venstre med to nøgne arme, med sølv-ærmer til albuen, holdende en seksoddet guld-stjerne (Juel). Skjoldholdere to fremtravende, indadseende sorte heste.
Han oprettede 26. december 1721 det lollandske baroni Juellinge. I hans ægteskab med baronesse Ide Helle Margrethe Krag fødtes sønnen, baron Jens Krag-Juel-Vind til
baroniet Juellinge (1724-1776). Denne blev første besidder af stamhuset Stensballegaard, oprettet 3. november 1748 af to mostre. Ifølge patent af 20. august 1771 optog han
slægtsnavnet Krag, idet hans friherrelige våbens hjerteskjold forandredes, således at det blev tværdelt, øverste felt delt af Vind og Juel, nederste tre sorte krager (2, 1) i sølv (Krag).
Han indtrådte 1745 i Danske Kancelli som assessor (dommer), fik 1747 sæde i Højesteret, udnævntes 1756 til amtmand over Københavns Amt og blev endelig 1769 Højesterets-justitiarius. Hertil kom bl.a. hvervet som medlem af Overskattedirektionen og stillingerne som provisor for Vallø Stift og kurator for Vemmetofte Kloster. Han hædredes med det hvide bånd og udnævntes sidst til gehejmekonferensråd. Ved sit giftermål med Sophie Magdalene von Gram, besidderinde af grevskabet Frijsenborg, som hun 1799 havde arvet efter en moster, kom dette landets største grevskab til slægten.
Deres ældste søn, kammerherre og hvid ridder, grev Frederik Carl Krag-Juel-Vind-Frijs
(1753-1815), der først var assessor i Højesteret, senere stiftamtmand over Lolland-Falsters Stift, blev både besidder af grevskabet – idet han, i henhold til kgl. resolution af 11. januar 1805, havde erholdt ret til at føre de Friis'ers grevelige navn, våben og titel, uden dertil at behøve et særligt patent – og af baroniet Juellinge.
Han var fader til stænderdeputeret, kammerherre greve Jens Christian Carl Krag-Juel-Vind-Frijs til Frijsenborg (1779-1860) – hvis søn, konseilspræsident, grev Christian Emil Krag-Juel-Vind-Frijs (1817-1896), atter var fader til grev Mogens Christian Krag-Juel-Vind-Frijs (1849-1923), som 1920 lod grevskabet afløse og derefter overtog Frijsenborg som fri ejendom – endvidere til major, kammerherre, grev Carl Ludvig Krag-Juel-Vind-Frijs til Juellinge (1780-1838), som var barnløs, og endelig til kaptajn, kammerjunker, grev Erhard Krag-Juel-Vind-Frijs til Wedelslund (1788-1826). Sidstnævntes søn, kammerherre, grev Frederik Julius Krag-Juel-Vind-Frijs (1821-1885), overtog baroniet Juellinge efter farbroderen.
Hans sønnesøn, hofjægermester, grev Frederik Krag-Juel-Vind-Frijs (1882-1926), som lod baroniet afløse 1921 og derefter gav hovedsædet Juellinge dets gamle navn, Halsted Kloster, kom efter grev Mogens' død i besiddelse af successorfondet for det tidligere grevskab og fik dermed rang og titel af lensgreve. Hans farbroder, ritmester, kammerherre, grev Julius Benedictus Krag-Juel-Vind-Frijs (1858-1933), blev 2. staldmester 1900 og 1. staldmester samt chef for Den kgl. Staldetat 1904.
I henhold til grevepatent af 8. december 1867 – udfærdiget uanset den nævnte resolution fra 1805 – er den grevelige linjes våben fastsat således: Hovedskjoldet firdelt med grevekronet firdelt midterskjold og hjerteskjold (Vind), midterskjoldets 1. og 4. felt et på en blå bjælke siddende rødt egern, knækkende en nød, i guld (Friis), 2. felt Juel, 3. felt Krag, hovedskjoldets 1. og 4. felt to gennem en guld-krone krydsvis stukne guld-nøgler med opadvendte kamme i blåt, 2. og 3. felt en kronet guld-løve, holdende et guld-anker, i rødt; på skjoldet en grevekrone og derover tre grevekronede hjelme, den midterste med de Vind'ers hjelmtegn, den heraldisk højre med to af rødt og blåt vekselvis delte vesselhorn, hvorimellem ovennævnte bjælke med egernet (Friis), den heraldisk venstre med to til albuen blåklædte arme, holdende en seksoddet guld-stjerne (Juel); skjoldholdere to opspringende sorte heste, stående på to med en violet sløjfe sammenbundne, grønne palmegrene; bidsel og tømme på de Vind'ers hest er her guld; hovedskjoldet er det grevelige Friis'iske af 1672.
Ovennævnte baron Jens Krag-Juel-Vinds yngre søn, generalmajor, kammerherre, baron Jens Carl Krag-Juel-Vind-Arenfeldt (1767-1855), der arvede stamhuset Stensballegård, ægtede Mette Johanne Reedtz til stamhuset Sæbygård, som hun tiltrådte efter sin farmoders mosters ægtefælle, Otto Arenfeldt (død 1806). I denne anledning føjedes slægtsnavnet Arenfeldt til de øvrige navne, samtidig med at det derom udfærdigede patent af 4. maj 1827 (resolution af 2. januar 1807) foreskrev en ændring af våbnet af 20. august 1771 for ham og efterkommere, gående ud på, at der mellem hovedskjoldets 1. og 2. felt, over hjerteskjoldet, blev indskudt et af rødt og sølv delt felt, hvori en dobbeltørn af modsat farve (Arenfeldt). Hovedskjoldet bærer kun en friherrelig krone, ingen hjelme. Dette våben lagdes dog allerede i graven med sønnen, baron Preben Krag-Juel-Vind-Arenfeldt (1810-1867). Medens stamhuset Sæbygård efter sidstnævntes ugifte søsters død 1884 overgik til slægten Arenfeldt, tilfaldt Stensballegård allerede 1867 ovennævnte grev C.E. Krag-Juel-Vind-Frijs, hvis ligeledes nævnte søn lod det afløse 1920.
Oberstløjtnant, senere amtmand over Korsør og Antvorskov Amter, etatsråd Christian Vind (1664-1712) – en anden af ovennævnte vicekansler Holger Vinds sønner – var fader til kommandant i Nyborg, generalmajor, kammerherre og hvid ridder Holger Christian Vind (1704-1763) og til gehejmekonferensråd, kammerherre og hvid ridder Niels Krabbe Vind (1705-1766). Sidstnævnte blev 1739 dansk gesandt i Paris, 1744 i Stockholm, vendte 1753 tilbage til København, udnævntes da til deputeret i Admiralitets- og Kommissariatskollegiet og blev senere overhofmester hos dronningen, kurator for Vemmetofte Kloster og direktør for Øresunds Toldkammer. Vicekansler Holger Vind var endelig fader til kommanderende general nordenfjelds, kommandant i Fredrikstad, generalmajor Ove Vind (1665-1722), hvis søn, oberstløjtnant Holger Christian Vind til Teigegård ved Tønsberg (1693-1744), var fader til major, hofjægermester Ove Johan Vind til Hindemae (1730-1805). Dennes søn, kammerherre, hofjægermester Christian Andreas Vind til Sanderumgård og Bækkeskov (1794-1869), der i sine unge dage havde deltaget i slaget ved Sehested (1813), efter hvilket han hædredes med Ridderkorset, blev fader til gehejmekonferensråd, kammerherre Carl Rudolph Emil Vind til Bækkeskov (1829-1906), som 1868 udnævntes til gesandt i Sankt Petersborg og 1884 i Berlin, hvor han repræsenterede Danmark til 1902, og til kammerherre, hofjægermester, cand.jur. Sophus Gustav Holger Vind til Sanderumgård (1842-1913), kendt som en fremskreden og dygtig landmand. Sidstnævnte var fader til Ove Holger Christian Vind til Sanderumgård (1877-1954), der var fader til atleten, kammerherre, hofjægermester Ivar Emil Vind til Sanderumgård (1921-1977), fader til kammerherre Erik Ove Carl John Emil Vind (født 1954). I den kendte liste over adelens tilnavne tales om »de kække« Vind'er.